# 南大門路

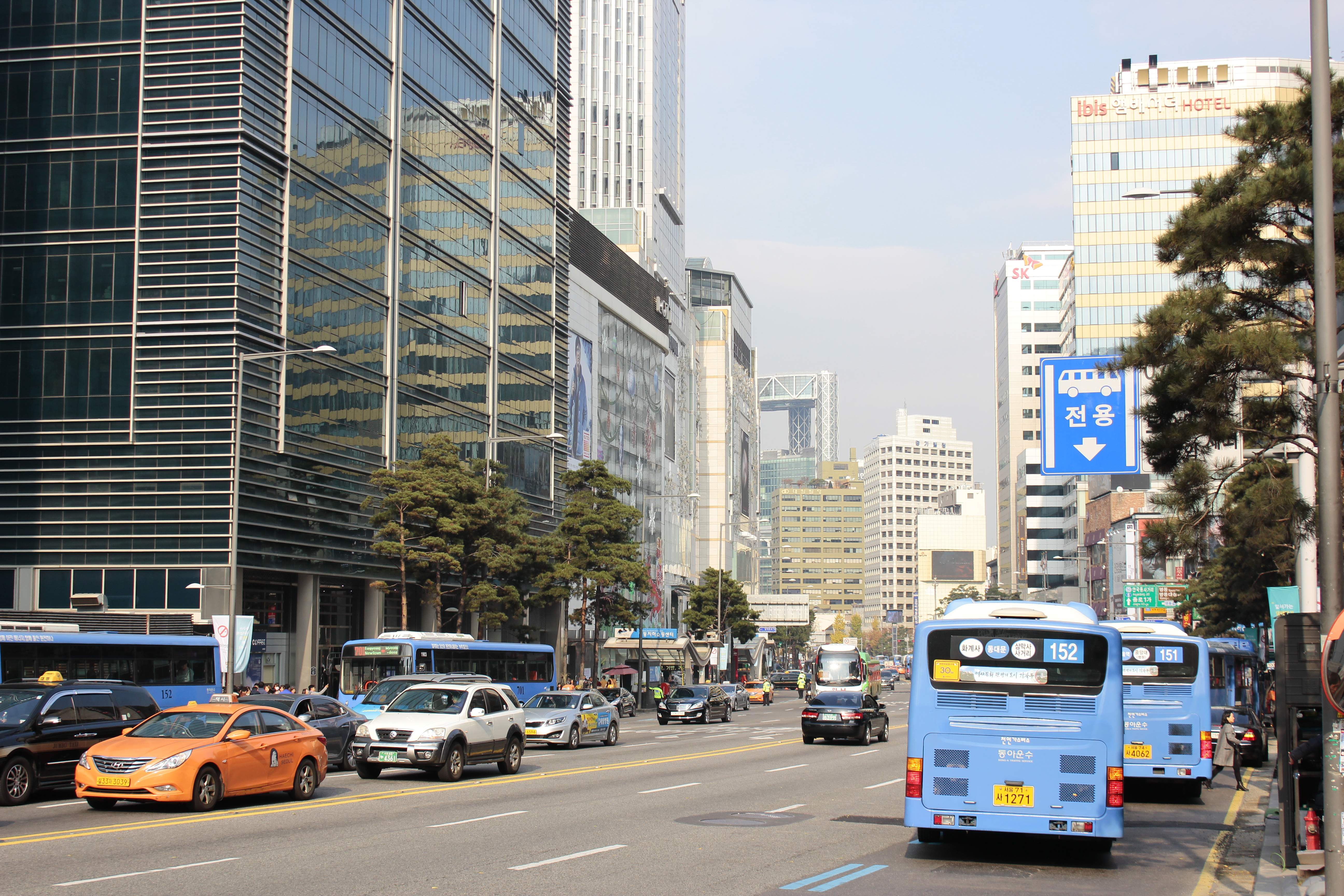
南大門路街景，攝於2014年

南大門路（：／ Namdaemunno */?）是韓國首都首爾的一條主要街道，長1.5公里，呈西南—東北走向。始於首爾站（中區），經過崇禮門（路名由此而來），北在普信閣接郵政局路（鐘路區）。